# Immunoglobuline M

Het IgM-antilichaam, zware ketens zijn blauw afgebeeld en lichte ketens geel.

Verschillende types immunoglobulinen

Immunoglobuline M kortweg IgM (waarbij M = memory) is een type antilichaam dat wordt geproduceerd door B-cellen. Het IgM wordt na de eerste blootstelling aan het antilichaam aangemaakt (gelijk met oa. IgG), maar nog niet gebruikt. Zodra het antigen een tweede keer in het lichaam komt, is de reactietijd door IgM sterk verkort, en wordt een snelle response opgestart.
IgM is verreweg het grootste en zwaarste type antilichaam in de menselijke circulatie. Het is meestal het eerste antilichaam dat men in het bloed ziet verschijnen als response op een antigeen, voordat class switching optreedt.

## Structuur en functie
IgM vormt een polymeer molecuul dat bestaat uit verschillende immuunglobulines die door een covalente binding aan elkaar verbonden zijn door middel van zwavelbruggen. In de meeste gevallen vormt IgM een pentameer; soms ook een hexameer.
In zijn pentamere vorm heeft IgM een molecuulgewicht van ongeveer 900 kDa. Omdat ieder monomeer twee bindingsplaatsen heeft voor antigenen, heeft IgM in totaal tien bindingsplaatsen. Die kunnen echter niet allemaal tegelijkertijd bezet zijn, omdat de gelijktijdige binding van antigenen op twee naast elkaar gelegen bindingsplaatsen belemmerd wordt door sterische hindering.